# Kończyce (kolonia w województwie kujawsko-pomorskim)
Kończyce – kolonia (dawne PGR) w Polsce położona w województwie kujawsko-pomorskim, w powiecie świeckim, w gminie Nowe.
W latach 1975–1998 miejscowość administracyjnie należała do województwa bydgoskiego.
Zobacz też: Kończyce, Kończyce Małe, Kończyce Wielkie, Kończyce-Kolonia